# 子供の遊び (ビゼー)
『子供の遊び』（こどものあそび、Jeux d'enfants）は、ジョルジュ・ビゼーが作曲したピアノ連弾のための曲集、および管弦楽組曲である。管弦楽版の題名は小組曲『子供の遊び』である。

## 概要
1871年にピアノ連弾のための曲集として作曲された。翌1872年、ビゼーは全12曲のうちから5曲を選んで管弦楽のために編曲し、「小組曲」とした。「小組曲」は1873年の3月2日にパリのオデオン座でエドゥアール・コロンヌの指揮によって初演された。
当初は全10曲の予定であったが、後に第7曲「シャボン玉（ロンディーノ）」、第8曲「隅取り鬼ごっこ（スケッチ）」が追加された形で、現在の全12曲からなる曲集として出版された。ビゼーは、「隅取り鬼ごっこ」を一時は終曲にと考えたことがあり、また、同曲を管弦楽版の終曲にと管弦楽編曲も行ったことがあったが、作曲者自身は最終的には同曲を現在の第8番にし、管弦楽版「小組曲」に入れることも見送った。
編曲に際して曲順も入れ替わっており、順に元の第6曲、第3曲、第2曲、第11曲、第12曲となっている。

## 構成

### ピアノ連弾
全12曲からなる。作品番号22が与えられている。
1. ぶらんこ（夢想） L'Escarpoletto (Reverie)
2. こま（即興曲） La Toupie (Impromptu)
3. お人形（子守歌） La Poupee (Berceuse)
4. 回転木馬（スケルツォ） Les Chevaux de Bois (Scherzo)
5. 羽根つき（幻想曲） Le Volant (Fantaisie)
6. ラッパと太鼓（行進曲） Trompette et Tambour (Marche)
7. シャボン玉（ロンディーノ） Les Bulles de Savon (Rondino)
8. 陣取り鬼ごっこ（スケッチ） Les quatre Coins (Esquisse)
9. 目かくし鬼ごっこ（夜想曲） Colin-maillard (Nocturne)
10. 馬とび（奇想曲） Saute-Mouton (Caprice)
11. 小さな旦那様、小さな奥様（二重奏） Petit mari, petite femme! (Duo)
12. 舞踏会（ギャロップ） Le Bal (Galop)

### 管弦楽版（小組曲）
全5曲からなる。演奏時間は約11分。
1. ラッパと太鼓（行進曲） Trompette et Tambour (Marche)
2. お人形（子守歌） La Poupee (Berceuse)
3. こま（即興曲） La Toupie (Impromptu)
4. 小さな旦那様、小さな奥様（二重奏） Petit mari, petite femme! (Duo)
5. 舞踏会（ギャロップ） Le Bal (Galop)